# Aldeanueva de Figueroa
Aldeanueva de Figueroa é um município da Espanha na província de Salamanca, comunidade autónoma de Castela e Leão, de área 55,42 km² com população de 312 habitantes (2004) e densidade populacional de 5,63 hab/km².

## Demografia
| Variação demográfica do município entre 1991 e 2004 | Variação demográfica do município entre 1991 e 2004 | Variação demográfica do município entre 1991 e 2004 | Variação demográfica do município entre 1991 e 2004 |
| --------------------------------------------------- | --------------------------------------------------- | --------------------------------------------------- | --------------------------------------------------- |
| 1991                                                | 1996                                                | 2001                                                | 2004                                                |
| 393                                                 | 362                                                 | 325                                                 | 312                                                 |